# Anomaloppia differens
Anomaloppia differens är en kvalsterart som beskrevs av Sandór Mahunka och Topercer 1983. Anomaloppia differens ingår i släktet Anomaloppia och familjen Oppiidae. Inga underarter finns listade i Catalogue of Life.